# 西方山
西方山（にしがたやま）は、徳島県阿南市長生町にある山である。標高114m。

## 地理
阿南市長生町西方に位置する山。山の北麓にはLEDで有名な日亜化学の本社がり、同社により西方山に「夜青龍」（よるしょうりゅう）という巨大な青い龍のLEDイルミネーションが設置されている。「夜青龍」は同社の発展の象徴とされており、毎日照らされている。
山頂の展望台までは遊歩道が整備されており、紀伊水道や鳴門海峡、阿南市の主要部が一望できる。東麓には足利将軍家の流れを汲む平島公方の隠居所として知られる吉祥寺があり、1608年（慶長13年）から足利義根が京都に退去するまでは西方山は平島公方家の所領であった。